# Cacofota inermis
Cacofota inermis är en fjärilsart som beskrevs av Dyar 1914. Cacofota inermis ingår i släktet Cacofota och familjen nattflyn. Inga underarter finns listade i Catalogue of Life.